# (12112) Sprague
(12112) Sprague – planetoida z pasa głównego asteroid okrążająca Słońce w ciągu 5,49 lat w średniej odległości 3,11 j.a. Została odkryta 23 czerwca 1998 roku w ramach programu Catalina Sky Survey. Jej nazwa pochodzi od Ann Sprague (ur. 1946) – astronomki z Lunar and Planetary Laboratory na University of Arizona.